# 보령 수부리 귀부 및 이수
보령 수부리 귀부 및 이수(保寧 水芙里 龜趺 및 螭首)는 대한민국 충청남도 보령시 영수암(예전의 단원사) 경내에 서 있는 비이다. 1974년 9월 1일 충청남도의 유형문화재 제32호로 지정되었다.

## 개요
비신(碑身)이 없이 귀부(龜趺, 받침돌)와 이수(螭首, 머리돌)만이 주변 산기슭에서 발견된 어느 고승의 탑비이지만 비신이 없어 주인공을 알 수 없다.
다만 조각 수법․양식․크기, 그리고 옆에 있는 뛰어난 수법의 8각 원당형 승탑(부도) 파재(破材)로 보아 고려시대 어는 유명한 승려의 탑비와 부도로 추정된다.
이수의 중앙 정면 전액(篆額)에는 글씨가 없고, 다만 용과 구름 문양이 화려하고 섬세하며, 귀부에도 거북등 모양과 발 고리 턱수염 등이 생동감있게 조각되어 있다.

## 현지 안내문
비신(碑身)없이 귀부(龜趺, 받침돌)와 이수(螭首, 머리돌)만 산기슭에서 발견되었다. 비(碑)의 주인공과 내용은 알 수 없으나 조각의 기법이 화려하고 섬세하여 고려시대의 작품으로 추정된다.
귀부(龜趺)는 거북을 형상화하여 얼굴, 턱수염, 발 꼬리등 생동감있게 조각되었고, 이수(螭首)는 중앙의 전액(篆額) 문양만 새겨져있고, 용과 구름문양이 잘 표현되어 있다.
원래는 없었던 비신의 규모를 추정하여 조립하였고, 주변의 팔각원당형(八角圓堂形) 부도편(浮屠片)이 보존되고 있다.

## 참고 자료
- 보령수부리귀부및이수 - 국가유산청 국가유산포털